# 橋本英教
橋本 英教（はしもと ひでのり、1967年8月28日 - 2018年9月7日）は、日本の政治家。自由民主党所属の元衆議院議員（2期）。

## 経歴
岩手県大船渡市生まれ。大船渡北小学校、大船渡中学校、盛岡第一高等学校を経て、1993年3月、慶應義塾大学商学部卒業。同年4月から1998年12月まで、電源開発に勤務。 
1999年、岩手県議会議員選挙で大船渡市選挙区に自由民主党公認で立候補したが、自由党の藤原良信（のちに参議院議員）、無所属の田村誠に敗れ落選。同年6月、玉沢徳一郎秘書を、2001年9月、尾身幸次秘書を務める。
NPO法人日中友好市民倶楽部理事、南開大学日本語学部客員講師、山東省日照市人民政府経済建設顧問を経て、2003年4月、岩手県議会議員選挙で大船渡市選挙区に自民党公認で再び立候補するが、またも藤原、田村に敗れた。
2005年の第44回衆議院議員総選挙で岩手3区に自民党公認で立候補したが、民主党の黄川田徹に敗れ落選。2009年の第45回衆議院議員総選挙で、再び黄川田に敗れ落選。2011年3月に発生した東北地方太平洋沖地震に伴う東日本大震災では、大船渡市の実家兼事務所が津波で流された。
2012年の第46回衆議院議員総選挙では、民主党の黄川田、日本未来の党の佐藤奈保美（旅館経営者、父は元衆議院議員の菅原喜重郎）に敗れたが、比例東北ブロックで復活し初当選。
2014年の第47回衆議院議員総選挙でも黄川田に敗れたものの、比例復活で再選。
2015年11月、墨田区議会議員の中沢えみりと結婚。
2017年、中沢と離婚。同年7月、中国人女性との関係や飲酒を巡る問題を報じた週刊誌報道を受け（後述）、自由民主党岩手県連副会長を辞任した。
2017年10月の第48回衆議院議員総選挙では自民党東北ブロックの比例単独（25位）で立候補するも落選、議席を失った。
2018年9月7日午後0時50分、脳出血のため盛岡市の病院で死去。51歳没。

## 騒動
2016年秋、選挙区各市町村の支部長など8名から自民党本部宛てに連名で、橋本の更迭を求める「嘆願書」を提出された。公務時でも朝から飲酒すること、「肝臓の数値が上がったので酒を抜く」（本人談）ために2015年12月中旬から1カ月強、静岡県内の病院に入院したこと、その結果2016年1月早々、第190回国会を欠席したこと、議員宿舎に中国人の愛人を住まわせたことなどが週刊新潮2017年7月6日号に報じられた。たちまち「魔の2回生」として注目を集めることとなり、自民党岩手県連副会長を辞任した。

## 政策
- 2014衆院選 毎日新聞候補者アンケートによると
  - 憲法改正と集団的自衛権の行使に賛成。
  - アベノミクスを評価する。
  - 原発は日本に必要。
  - ヘイトスピーチを法律で規制することに反対[9]。
- 2013年11月26日、特定秘密保護法案の採決で賛成票を投じている[10]。
- 選択的夫婦別姓制度について「どちらともいえない」としている[11]。

## 所属議員連盟
- 神道政治連盟国会議員懇談会[12]